# Panasonic Lumix
Panasonic Lumix або Lumix — сімейство цифрових фотоапаратів Panasonic. Під маркою Lumix випускається широкий спектр апаратів: від компактних до цифрових дзеркальних камер.
Більшість фотокамер Lumix використовують процесори серії Venus Engine для цифрової обробки зображень і оптику німецької фірми Leica, що розробляється в Німеччині і збирається в Японії. Деякі моделі Lumix практично ідентичні фотоапаратам Leica.

## Модельний ряд
- F, FS, FT, FX — ультракомпактні камери;
- FZx, FZx0 — компактні камери;
- GH, GX, G, GF — бездзеркальні камери стандарту Мікро 4:3;
- L, LC, LS, LZ, LX — цифрові дзеркальні камери;
- TS, TZ — камери для подорожей;
- ZS — ультразум-камери з підтримкою відео в форматі HD.